# Pfaffenschlag bei Waidhofen
Pfaffenschlag bei Waidhofen est une commune autrichienne du district de Waidhofen an der Thaya en Basse-Autriche.